# 党城遗址
党城遗址，位于中国甘肃省肃北蒙古族自治县，为一个省级文物保护单位，类型为古遗址。
党城遗址的历史年代为晋至宋。